# Rosenthal-Faser

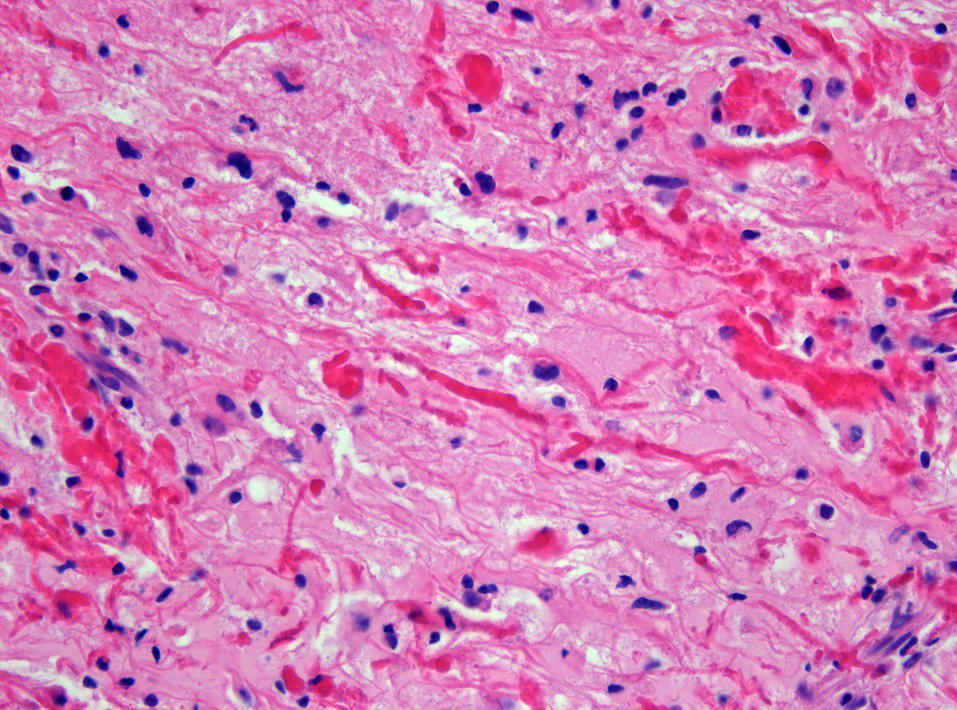
Histologie. Zahlreiche eosinophile (rötlich gefärbte) Rosenthalfasern im Schnittpräparat eines pilozytischen Astrozytoms.
Hämatoxylin-Eosin-Färbung. Vergrößerung 400fach.

Als Rosenthal-Fasern werden wurmförmige eosinophile Einschlüsse bezeichnet, die sich feingeweblich in astrozytären Zellen nachweisen lassen und von dem Pathologen Werner Rosenthal 1898 erstmals beschrieben wurden.
Rosenthal-Fasern finden sich in reaktiv veränderten Astrozyten. Sie sind zudem ein typisches Kennzeichen des pilozytischen Astrozytoms sowie der sehr seltenen Alexander-Krankheit. Ultrastrukturell handelt sich um Intermediärfilamente mit angelagertem elektronendichten Material. Immunhistochemisch sind Rosenthalfasern für alpha B-Crystallin, Ubiquitin und (in unterschiedlichem Ausmaß) für GFAP positiv.